# Мирутин
Мирутин (укр. Мирутин) — село в Славутском районе Хмельницкой области Украины.
Население - 404 человека. Население по переписи 2001 года составляло 615 человек. Почтовый индекс — 30051. Телефонный код — 3842. Занимает площадь 2,22 км². Код КОАТУУ — 6823985501.

## Местный совет
30051, Хмельницкая обл., Славутский р-н, с. Мирутин